# Emblème de l'Ambazonie
L'emblème de l'Ambazonie est l'emblème de l'État sécessionniste de l'Ambazonie, créé en 2017 lors de la crise anglophone au Cameroun.
Les armoiries de chaque faction du gouvernement intérimaire, à l'exception de celle de Samuel Ikome Sako, sont, conformément à la constitution, composées de :
- Un écusson soutenu par 2 faisceaux croisés avec la devise « JUSTICE-UNITY-DEMOCRACY »
- A l'intérieur de l'écusson se trouvent deux étoiles d'or et un triangle de gueules.
- L'écusson est chargé d'un contour géographique de l'Ambazonie en azur, et surchargé de la balance de la justice[1].

Aucune image n'est jointe à la constitution pour montrer à quoi ressemblent les armoiries. Et la description est très vague.
Étant donné que Sako n'a jamais publié son deuxième amendement à la Constitution (le projet de loi de restauration), nous ne saurons jamais à quoi ressemblent ses symboles autres que son sceau.